# هیزه‌جان (ورزقان)

ایزه وان

ایزه وان با نگارش (هیزه جان)، از روستاهای استان آذربایجان شرقی است که در دهستان سینا بخش مرکزی شهرستان ورزقان واقع شده‌است.
این روستا به مختصات جغرافیائی N=۳۸°۳۷'۴۲٫۰۰" E=۴۶°۳۰'۱۶٫۰۰ با ارتفاع ۱۶۹۶ متر از سطح دریا قرار گرفته و یک روستای ییلاقی می‌باشد. این روستا به علت قرار گرفتن در منطقه چیچکلی در فصل تابستان پذیرای گردشگران و مهمانان زیادی از نقاط مختلف ایران می‌باشد.
بر اساس نوشته انباز، نام روستای ایزوان را که به اشتباه هیزه جان می‌نویسند، می‌توان اینطور معنی کرد: ایز (به معنی خطی که با چوب یا چیز دیگری در زمین بکشند و راه یا مسیر)+ آوآن (مخفف آهوان): نشانگاه شکار شکار گاه یا سرزمین رد پای شکار.
ساکنین این روستا در حال حاضر از ۱۵ خانواده تجاوز نمی‌کند و بیشتر به کشاورزی و دامداری مشغولند.

## مهاجرانبورچالیدر ایزوان
بر اساس نوشته یوسف دیزماری پس از تحمیل عهدنامه ترکمانچای در زمان فتحعلیشاه قاجار، صده‌ها خانوار بورچالی از آن سوی ارس بویژه پیرامون ایروان، پنک و شوره گول به شرق دهستان دیزمارشرقی آمدند و در ایزوان(تغییر یافته ایروان)، مردانقم، اوشتبین و سایر مناطق مئشه داغی ولایت باستانی دیزمار ساکن شدند. در تاریخ و جغرافیای ایران این مهاجران بورچالی را ایل بهادری می‌گویند.